# ريكاردو فونتانا
ريكاردو فونتانا (بالإسبانية: Ricardo Fontana) (17 أكتوبر 1950 قرطبة الأرجنتين - ) هو لاعب كرة قدم أرجنتيني، يلعب كمدافع.

## مسيرته

### مسيرته مع المنتخبات الوطنية
- 1989 - 1989 لعب مع منتخب بوليفيا لكرة القدم 13 مباراة.

### مسيرته مع الأندية
- 1983 - 1983 لعب مع أورينتي بيتروليرو 36 مباراة.
- 1984 - 1984 لعب مع نادي بوليفار 33 مباراة سجل خلالها 4 أهداف.
- 1985 - 1992 لعب مع ذي سترونغيست 184 مباراة سجل خلالها 9 أهداف.
- 1993 - 1993 لعب مع شاكو بتروليرو 11 مباراة سجل خلالها هدف.

## روابط خارجية
- ريكاردو فونتانا على موقع ناشيونال فوتبول تيمز (الإنجليزية)